# 瓦爾特·塞德梅
瓦爾特·塞德梅（Walter Sedlmayr，1926年1月6日—1990年7月14日）是一位來自德國巴伐利亚的舞台、電視和電影演員。他在1990年的謀殺案曾廣受媒體報導。

## 經歷
1945年戰時畢業後， 瓦爾特·塞德梅在第二次世界大戰末期曾擔任军旗手。其演藝生涯始於在慕尼黑室内剧院飾演一些小角色，並於該劇團演出超過25年；同時，他在1940至1950年代間參演了多部家鄉電影。
1971年，當時已是莱纳·维尔纳·法斯宾德的合作夥伴的瓦爾特·塞德梅，因其住所中發現了一件被盜藝術品——布魯滕堡的聖母像而被短暫逮捕。他。隨後，他被全部指控撤銷，被判无罪，審判過程中所獲得的媒體關注反而促使其獲得更多重要角色。其突破性演出出現在漢斯-於爾根·希伯伯格（德語：Hans-Jürgen Syberberg）執導的電影《Theodor Hierneis oder Wie man ehem. Hofkoch wird》（1972年）中擔任主角。
此後， 瓦爾特·塞德梅陸續參演了多部熱門德國電視節目，扮演多部受歡迎的德國電視劇角色，包括《慕尼黑故事》（Münchner Geschichten ）、 《科特尼克先生》（Der Herr Kottnik ）、 《百萬農場主》（Der Millionenbauer）以及《警察局1》（Polizeiinspektion 1 ），並頻繁出現在舞台劇及其他媒體作品中。

## 謀殺案
1990年7月14日， 瓦爾特·塞德梅被發現在其慕尼黑公寓的臥室中身亡。調查顯示，他在死亡時曾被捆縛，腹部遭到刀刺，頭部則受到錘擊。 
1993年5月21日，其兩位半兄弟——沃爾夫岡·韋爾勒和曼弗雷德·勞伯（均為塞德爾邁爾的前商業夥伴） 被裁定謀殺罪名成立，並被判處終身監禁。這兩名罪犯後分別於2007年和2008年獲釋。
2001年， 瓦爾特·塞德梅的生活與謀殺案成為了喬·貝爾執導的傳記片《Wambo》的主題（該片中由于爾根·塔拉赫飾演塞德爾邁爾），同時也被改編成ARD電視劇《Die großen Kriminalfälle》的一集。
2009年，被定罪的兩名謀殺犯提起訴訟，要求將其姓名從德語和英語维基百科中移除，理由是此舉侵犯了其隱私權。最終，德语维基百科刪除了其姓名，而英語維基百科社群則拒絕刪除，並獲得维基媒体基金会的支持，該基金會認為該裁決缺乏效力，因為其既未在德國運營，也不擁有在德國的資產。
2009年12月，德國联邦最高法院（聯邦法院）裁定，被定罪者無權要求將其姓名從網路檔案中移除，理由是此舉過度干擾了言論自由權。該裁決作出後，德語維基百科再次納入了其姓名。2018年6月，歐洲人權法院維持了聯邦法院拒絕禁止發布謀殺犯姓名申請的決定。

## 獎項
1973年，塞德爾邁爾憑藉在《Theodor Hierneis oder Wie man ehemaliger Hofkoch wird》中的表現，獲得德國電影獎（Deutscher Filmpreis）傑出個人成就獎（演員類）。
2000年6月，瓦爾特·塞德梅廣场以他的名字命名。 